# Bandini formula junior
La Bandini formula junior è un'autovettura da corsa prodotta dal 1959 al 1962 dalla Bandini Automobili di Forlì.
La Formula Junior fu una categoria promozionale ideata in Europa e negli Stati Uniti per avviare giovani piloti alla carriera agonistica, permettendo ai migliori una meritata visibilità anche oltre i confini nazionali. 
Per questa ragione, il regolamento tecnico conteneva norme che limitassero i costi progettuali e d'esercizio. Nel tentativo di appiattire le differenze tra auto diverse, i motori dovevano provenire necessariamente da auto di serie prodotte in un numero elevato d'unità su cui erano permessi limitati interventi. La scelta della Bandini, così come quella di molte altre case automobilistiche cadde sul Fiat 1100/103. Le modifiche più evidenti al propulsore riguardarono dei particolari condotti dei carburatori, modifiche alla testata, una nuova coppa olio, e fasature che portavano la potenza massima fino a 90 hp @6900 rpm. Per una migliore distribuzione dei pesi, e il passaggio del piantone dello sterzo, il motore fu collocato al centro della scocca e inclinato di 15° lungo l'asse longitudinale. La scatola dello sterzo poteva così trovarsi in una posizione ottimale per evitare fenomeni di bump e roll steer.

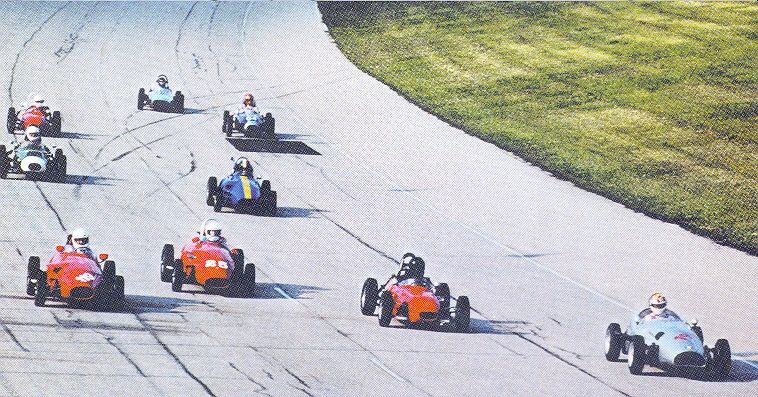
Una Bandini guida una recente gara nello speedway texano

Le formula junior furono approntate nella nuova sede di via Bertini e la maggior parte di esse fu esportata in America tramite l'importatore Biener di New York. 
Su una di queste vetture, tra gli altri, fece una delle sue prime esperienze agonistihe Roger Penske, famoso pilota, team manager e industriale americano.

## Il telaio

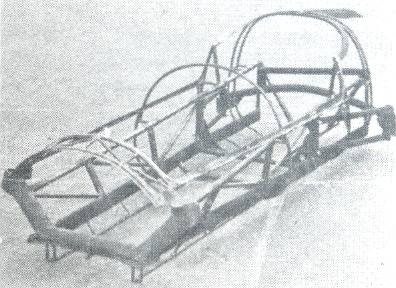
Il telaio a traliccio di tubi

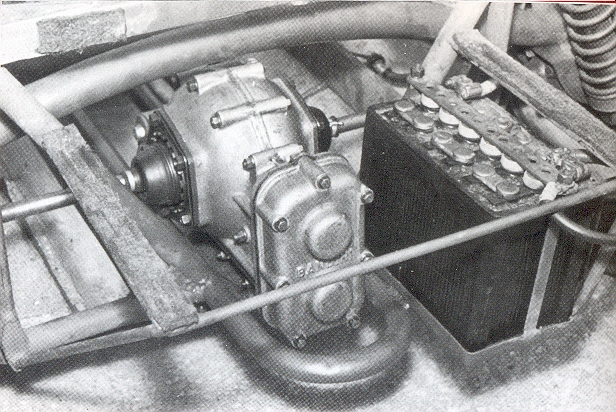
Il particolare del differenziale

Per questa nuova categoria monoposto fu messo a punto un telaio studiato specificatamente, costruito alla Bandini con elementi misti a sezione rotonda ed ellittica.
La sospensione posteriore vide per la prima volta su una Bandini, l'applicazione del sistema De Dion con l'adozione in qualche caso anche di un leveraggio di Watt. All'anteriore invece, il sistema sospensivo è a triangoli sovrapposti con la possibilità di regolare velocemente il camber. Lo sterzo adotta una soluzione anti-Ackermann. 
Su un esemplare fu sperimentata, anche questa rappresenta una novità, la soluzione a ruote posteriori indipendenti multilink con barra antirollio e ammortizzatori telescopici oleodinamici e molle elicoidali cilindriche coassiali inclinate. 
La soluzione del differenziale a cambio rapido dei rapporti introdotta sulla formula tre venne utilizzata anche sulla junior per le stesse finalità ma  realizzata mediante una nuova fusione e fissata al telaio. Questo rendeva possibile anche la regolazione degli angoli caratteristici del retrotreno.
- Struttura e materiale: a traliccio di tubi a sezione ellittica e rotonda, in acciaio speciale di derivazione aeronautica;
- Sospensioni:
  - anteriore: indipendenti, a triangoli sovrapposti con  barra stabilizzatrice, camber registrabile
  - posteriore: a ponte rigido DeDion con ammortizzatori oleodinamici telescopici verticali e molle cilindriche elicoidali coassiali;
    - nella versione a ruote indipendenti: triangolo inferiore con multilink, ammortizzatori oleodinamici telescopici inclinati vincolati al portamozzo e molle cilindriche elicoidali coassiali;  camber, caster e convergenza registrabili
- Impianto frenante:
  - di servizio: idraulico, a tamburo  anteriori 250 mm e posteriori 220 mm
  - di stazionamento: non presente
- Sterzo: a vite senza fine  La foto dell'abitacolo di una formula junior

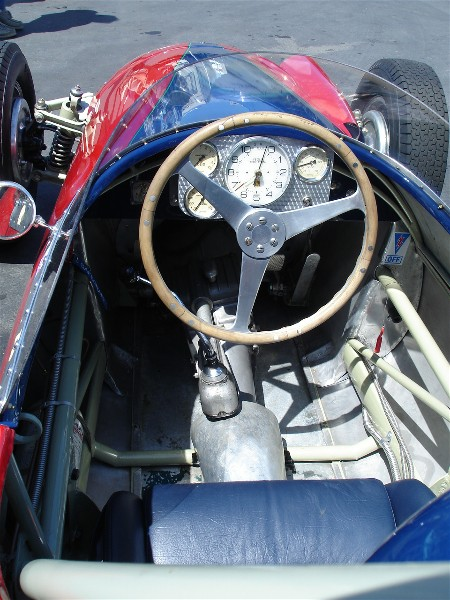
La foto dell'abitacolo di una formula junior

- Guida: monoposto, posizione centrale
- Ruote: a raggi Borrani o in lega leggera Amadori o Campagnolo 12"-13"-14"
- Serbatoio: 40 Litri
- Trasmissione:  differenziale centrale in posizione invertita,  scatola con cambio rapido dei rapporti (6 rapporti disponibili) e semiassi con giunti omocinetici al retrotreno
- Peso complessivo:   404 kg
- Velocità massima: 210 km/h
- Passo: 2066 mm
- Carreggiata:
  - Anteriore: 1380 mm
  - Posteriore: 1345 mm
- Lunghezza: 3600 mm

## Il motore

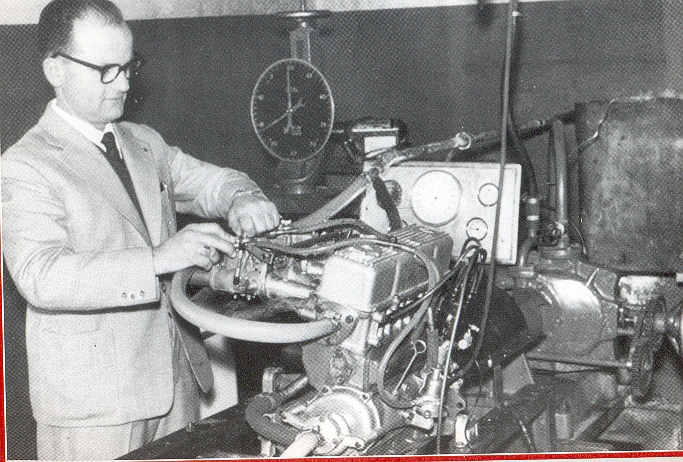
Ilario Bandini con un motore al banco prova

Il motore Fiat 1100/103 è inclinato lungo l'asse longitudinale di 15°, permettendo il posizionamento al centro della scocca per una migliore distribuzione dei pesi
- Posizionamento: anteriore longitudinale, 4 cilindri in linea inclinato di 15°
- Alesaggio: 68 mm
- Corsa: 75 mm
- Cilindrata: 1089.5 cm³
- Rapporto di compressione: 9.8:1

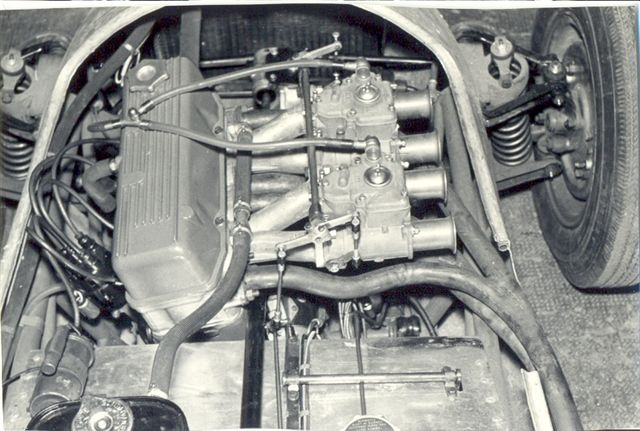

- Alimentazione: 2 carburatori Weber doppio corpo 38DCOE / 40DCOE
- Potenza: da 90 hp @6900 rpm
- Lubrificazione: Carter umido con pompa a ingranaggi
- Raffreddamento: forzato a liquido con pompa centrifuga, radiatore inclinato anteriore
- Cambio e frizione: Fiat 4 marce + RM, frizione monodisco a secco
- Accensione e impianto elettrico:  bobina e distributore-ruttore sul basamento, batteria 12 V

## La carrozzeria

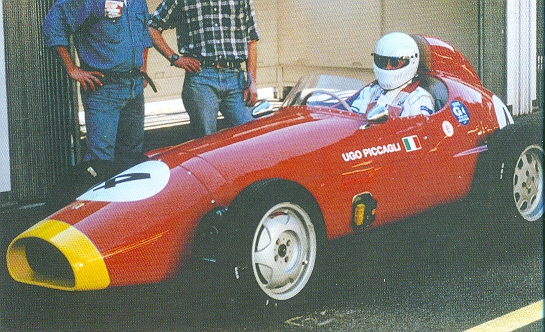
Una junior, ritratta recentemente, ai box di Montecarlo

La carrozzeria monoposto in alluminio, di costruzione Bandini, offre linee semplici, in pieno stile "formula uno" del periodo. 

La parte frontale, nelle varie configurazioni, è sempre bassa e porta aria necessaria al raffreddamento tramite un'ampia apertura rettangolare smussata o a semicerchio. Viceversa la coda, che ha uno sportello inferiore per accedere al differenziale, è alta, voluminosa e arrotondata.

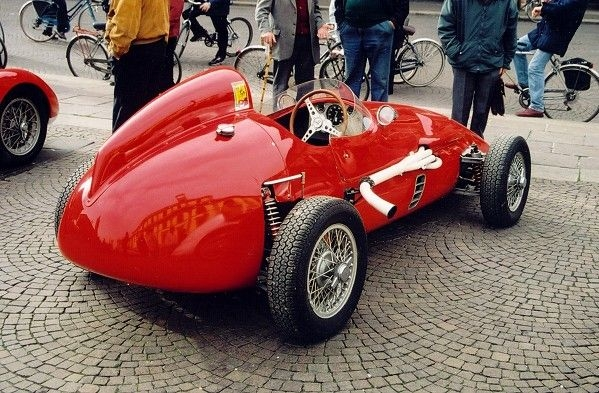
La Bandini F.junior al Bandini day

Entrambe le parti sono fissate al telaio tramite viti, mentre il cofano motore, che raggiunge il sedile del pilota, è fissato con due vincoli a sgancio rapido. Due prese d'aria laterali ad elementi orizzontali permettono lo sfogo dell'aria calda, sul cofano motore invece, è ricavata la presa d'aria fresca per i carburatori.